# یادداشت‌های شخصی یک سرباز
یادداشت‌های شخصی یک سرباز (به انگلیسی: Personal Notes of an Infantryman) مجموعهٔ ۱۰ داستان اول جروم دیوید سالینجر است که در فاصلهٔ سال‌های ۱۹۴۰ تا ۱۹۴۴ در نشریات آمریکا چاپ شده‌اند. این داستان‌ها در سال‌های جنگ جهانی دوم نوشته شده‌اند و بیشتر آن‌ها دربارهٔ جنگ و آدم‌های آن است.
عنوان کتاب یادداشت‌های شخصی یک سرباز از داستانی با همین نام گرفته شده که نخستین بار در سپتامبر سال ۱۹۴۲ در مجله استوری چاپ شده‌است.

## داستان‌ها
عنوان قصه‌های این مجموعه به ترتیب عبارتند از:
- گروه جوان
- برو ادی را ببین
- می‌خواهم قلق‌اش بیاید دست‌ام
- قلب یک داستان تکه‌پاره
- ورود طولانی لویس تاجت به جامعه
- یادداشت‌های شخصی یک سرباز
- برادران واریونی
- گروهبان آتشی
- آخرین روز از آخرین مرخصی
- بک بار در هفته تو را نمی‌کشد

## ترجمه به فارسی
سلینجر بعد از سکوت طولانی‌اش، بارها از طریق وکیل‌هایش، کتاب‌های مختلفی را تحت تعقیب قرار داد. یکی از آنها، جمع‌آوری کتاب «۲۱ داستان» از بازار کتاب جهان بود: داستان‌های اولیه خودش که از مجلات مختلف جمع‌آوری و منتشر شده بودند. چند سال پیش، این داستان‌ها به صورت کامل در اینترنت قرار گرفت، جایی که دست وکلای سلینجر به همه جایش نمی‌رسید. بازار کتاب ایران، خیلی زود به این داستان‌ها توجه نشان داد و با توجه به عدم عضویت ایران در قانون جهانی کپی رایت، امکان چاپ داستان‌ها به زبان فارسی فراهم شد.
این کتاب در ایران با ترجمه علی شیعه‌علی در سال ۱۳۸۶ توسط نشر سبزان چاپ شد و در همان ماه اول به به چاپ دوم رسید.